# RAC Tourist Trophy 1964

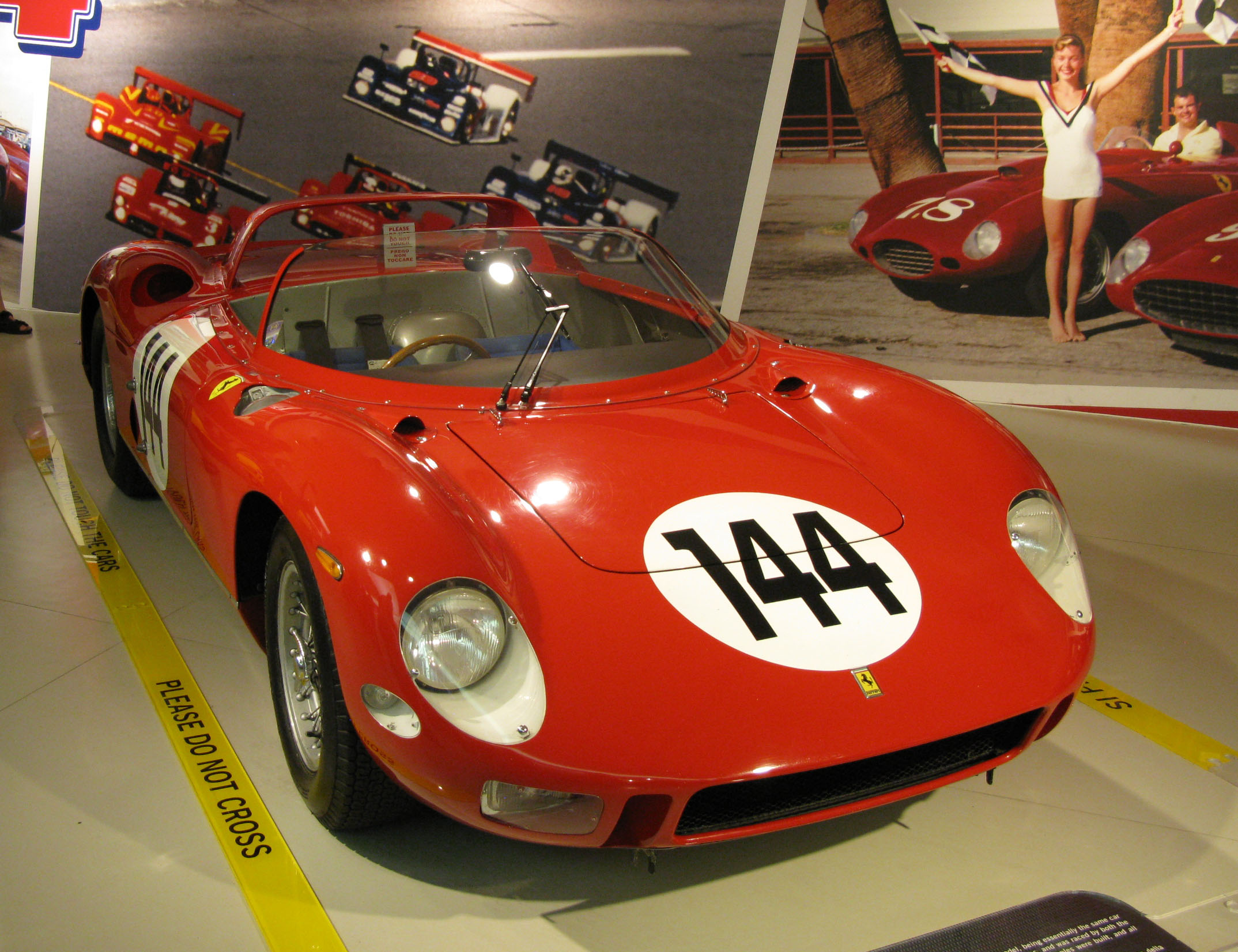
Ferrari 330P

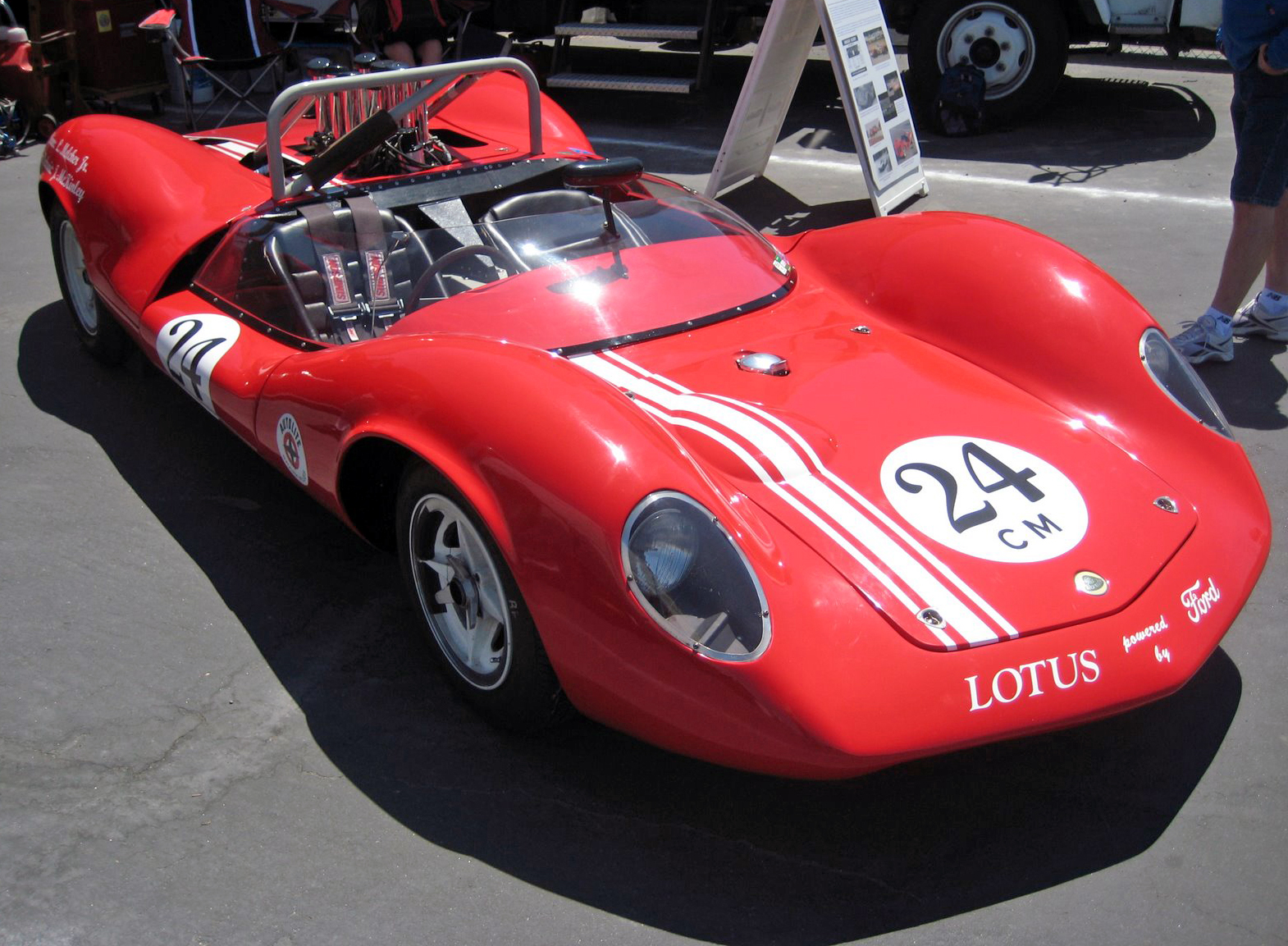
Lotus 30

Die 29. RAC Tourist Trophy auch,  29th R.A.C. International Tourist Trophy Race including Senior Service Trophy, Goodwood, fand am 29. August 1964 auf der Rennstrecke von Goodwood statt und war der 13. Wertungslauf der Sportwagen-Weltmeisterschaft dieses Jahres.

## Das Rennen
Wie in den Jahren davor wurde die RAC Tourist Trophy auch 1964 auf der Rennstrecke von Goodwood ausgefahren. Die Strecke auf dem Areal des Goodwood House, in der Nähe von Chichester im Süden Englands, galt Mitte der 1960er-Jahre für große Sport- und Monoposto-Rennwagen als schnell und gefährlich. Stirling Moss hatte im April 1962 in Goodwood einen schweren Unfall, der seine Karriere beendete. 
Das Rennen konnte mit einer stark besetzten Meldeliste aufwarten. Maranello Concessionaires, die Rennmannschaft des britischen Ferrari-Importeurs Ronny Hoare kam mit zwei Fahrzeugen. Innes Ireland erhielt einen Ferrari 250 GTO/64 zur Verfügung. Graham Hill wurde ein 330P anvertraut, ein Mittelmotor-Sportwagen mit 4-Liter-V12-Aggregat. Weitere GTO’s wurden von Richie Ginther und Tony Maggs gefahren. David Piper, der auch den GTO von Maggs gemeldet hatte, fuhr selbst einen Ferrari 250LM. Harte Gegnerschaft für die Ferraris wurde von fünf Cobras erwartet. Zwei befanden sich im Besitz von John Willment, ein Shelby Cobra Roadster für Jack Sears und ein Coupé für Bob Olthoff. Carroll Shelbys Daytona Coupes steuerten Dan Gurney und Phil Hill. Ein weiter AC Cobra war in den Händen von Roy Salvadori. Bruce McLaren saß am Steuer eines Zerex Special, eines US-amerikanischen Sportwagens, aufgebaut auf dem Fahrgestell eines Cooper T53-Monoposto mit 3,5-Liter-Oldsmobile-V8-Motor.
Die ersten Runden nach dem Start führte McLaren im von ihm Cooper Oldsmobile genannten Wagen vor Jim Clark im Lotus 30 und Denis Hulme, der einen Brabham BT8 pilotierte. Als McLaren nach 18 Runden wegen eines Kupplungsschadens ausfiel, übernahm Clark vor Hulme und Trevor Taylor im Elva Mk. 7 S die Spitze. Graham Hill hatte sich mit seinem 330P in der 17. Runde gedreht und war an das Ende des Feldes zurückgefallen. Platz um Platz kämpfte er sich zurück an die Spitze und lag vor dem Beginn der Tankstopps an der zweiten Stelle hinter Clark. Das Rennen wurde durch die Stopps entschieden. Bei Clark wurde zu wenig Benzin nachgefüllt, sodass er zu einem weiteren Stopp an die Box musste. Trotz verwegener Fahrweise konnte Clark den Rückstand nicht mehr wettmachen, wobei er durch einen Ausritt und nachfolgenden weiteren Stopp hoffnungslos zurückfiel. Hill gewann das Rennen; es war der erste Gesamtsieg für den 330P. Zweiter wurde mit einem Rückstand von einer Runde David Piper im 250LM vor Dan Gurney, der im schnellsten Cobra Dritter wurde.

## Ergebnisse

### Schlussklassement
| 1               | SR/P + 1.6 | 3  | Maranello Concessionaires            | Graham Hill                  | Ferrari 330P                | 130 |
| 2               | SP/R + 1.6 | 4  | David Piper                          | David Piper                  | Ferrari 250LM               | 129 |
| 3               | GT + 2.0   | 21 | Shelby American Inc.                 | Dan Gurney                   | Shelby Cobra Daytona Coupe  | 129 |
| 4               | GT + 2.0   | 23 | Willment Racing Team                 | Jack Sears                   | Shelby Cobra Roadster       | 127 |
| 5               | GT + 2.0   | 24 | Willment Racing Team                 | Bob Olthoff                  | Shelby Cobra Willment Coupe | 126 |
| 6               | GT + 2.0   | 27 | Maranello Concessionaires            | Innes Ireland                | Ferrari 250 GTO/64          | 125 |
| 7               | SR/P + 1.6 | 5  | John Coundley                        | John Coundley                | Lotus 19                    | 125 |
| 8               | GT + 2.0   | 31 | Peter Lumsden                        | Peter Lumsden Peter Sargent  | Jaguar E-Type Lightweight   | 124 |
| 9               | GT + 2.0   | 28 | Eric Portman                         | Richie Ginther               | Ferrari 250 GTO             | 123 |
| 10              | GT + 2.0   | 29 | David Piper                          | Tony Maggs                   | Ferrari 250 GTO             | 123 |
| 11              | GT + 2.0   | 22 | Shelby American Inc.                 | Phil Hill                    | Shelby Cobra Daytona Coupe  | 119 |
| 12              | SR/P + 1.6 | 1  | Team Lotus                           | Jim Clark                    | Lotus 30                    | 113 |
| 13              | GT + 2.0   | 24 | Dawnay Racing                        | Mike Salmon                  | Aston Martin DP214          | 108 |
| Ausgefallen     |            |    |                                      |                              |                             |     |
| 14              | SR/P + 1.6 | 8  | Team Elite                           | Denny Hulme                  | Brabham BT8                 | 107 |
| 15              | GT + 2.0   | 32 | Peter Sutcliffe                      | Peter Sutcliffe              | Jaguar E-Type Lightweight   | 105 |
| 16              | SR/P + 1.6 | 12 | Roger Nathan                         | Roger Nathan                 | Brabham BT8                 | 97  |
| 17              | GT + 2.0   | 25 | C. T. Atkins                         | Roy Salvadori                | Shelby Cobra Roadster       | 80  |
| 18              | SR/P + 1.6 | 25 | Harold Young                         | David Hobbs                  | Lotus 23B                   | 77  |
| 19              | GT + 2.0   | 33 | Roger Mac                            | Roger Mac                    | Jaguar E-Type Lightweight   | 70  |
| 20              | SR/P + 1.6 | 11 | Aurora Gears                         | Trevor Taylor                | Elva Mk.7S                  | 69  |
| 21              | SR/P + 1.6 | 2  | Bruce McLaren                        | Bruce McLaren                | Zerex Special               | 18  |
| 22              | SR/P + 1.6 | 10 | Elva Cars Ltd.                       | Tony Lanfranchi              | Elva Mk.7S                  | 8   |
| 23              | GT + 2.0   | 26 | North American Racing Team           | John Surtees                 | Ferrari 250 GTO/64          | 8   |
| 24              | SR/P + 1.6 | 9  | Willment Racing Team                 | Frank Gardner                | Elva Mk.7S                  | 5   |
| 25              | SR/P + 1.6 | 7  | Stirling Moss Automobile Racing Team | Hugh Dibley                  | Brabham BT8                 | 2   |
| Nicht gestartet |            |    |                                      |                              |                             |     |
| 26              | SR/P + 1.6 | 14 | Roy Pierpoint                        | Roy Pierpoint Tony Hegbourne | Attila Mk.3                 | 1   |
| 27              | GT + 2.0   | 30 | Peter Lindner                        | Peter Nöcker                 | Jaguar E-Type Lightweight   | 2   |
| 28              | GT + 2.0   | 35 | Chris Kerrison                       | Chris Kerrison               | Ferrari 250 GT SWB Drogo    | 3   |
| 29              | GT + 2.0   | 36 | Chris Kerrison                       | Roy Pierpoint                | Ferrari 250 GTO             | 4   |

1 Reserve
2 Unfall im Training
3 Reserve
4 Reserve

### Nur in der Meldeliste
Hier finden sich Teams, Fahrer und Fahrzeuge, die ursprünglich für das Rennen gemeldet waren, aber aus den unterschiedlichsten Gründen daran nicht teilnahmen.
| Pos. | Klasse     | Nr. | Team       | Fahrer       | Chassis       |
| ---- | ---------- | --- | ---------- | ------------ | ------------- |
| 30   | SR/P + 1.6 |     | John Mecom | Walt Hansgen | Scarab Mk.IV  |
| 31   | SR/P + 1.6 |     | John Mecom | A. J. Foyt   | Ferrari 250LM |

### Klassensieger
| Klasse     | Fahrer      | Fahrzeug                   | Platzierung im Gesamtklassement |
| ---------- | ----------- | -------------------------- | ------------------------------- |
| SR/P + 1.6 | Graham Hill | Ferrari 330P               | Gesamtsieg                      |
| GT + 2.0   | Dan Gurney  | Shelby Cobra Daytona Coupe | Rang 3                          |

### Renndaten
- Gemeldet: 31
- Gestartet: 25
- Gewertet: 13
- Rennklassen: 2
- Zuschauer: unbekannt
- Wetter am Renntag: heiter
- Streckenlänge: 3,862 km
- Fahrzeit des Siegerteams: 3:12:43,600 Stunden
- Gesamtrunden des Siegerteams: 130
- Gesamtdistanz des Siegerteams: 502,115 km
- Siegerschnitt: 156,319 km/h
- Pole Position: Bruce McLaren – Zerex Special (#2) – 1:23,200 = 167,124 km/h
- Schnellste Rennrunde: Bruce McLaren – Zerex Special (#2) – 1:23,800 = 165,928 km/h
- Rennserie: 13. Lauf zur Sportwagen-Weltmeisterschaft 1964